# Sabine Steuernagel
 Sabine Steuernagel  (* in Wunstorf) ist eine ehemalige deutsche Fernsehmoderatorin.

## Leben
Nach dem Studium arbeitet Steuernagel ab 1978 als freie Mitarbeiterin für den NDR-Hörfunk. Redakteurin beim NDR Fernsehen war sie seit 1993 und Leiterin der Nordtour-Redaktion seit 2002. Daneben moderierte sie die Sendung Niedersachsen 19.30 und zahlreiche Sondersendungen aus dem gesamten Sendegebiet des Norddeutschen Rundfunks. Im Jahr 1997 war sie Moderatorin bei der Aktuellen Schaubude.